# Idioma tibetano
El tibetano (en tibetano: བོད་སྐད་, wylie: bod skad), tibetano de Lhasa (en tibetano: ལྷ་སའི་སྐད་, Lha-sa'i skad) o más específicamente  tibetano estándar es la variante de las lenguas tibéticas oficial en el  Tíbet, basada en el habla educada de la capital de la región, Lhasa.

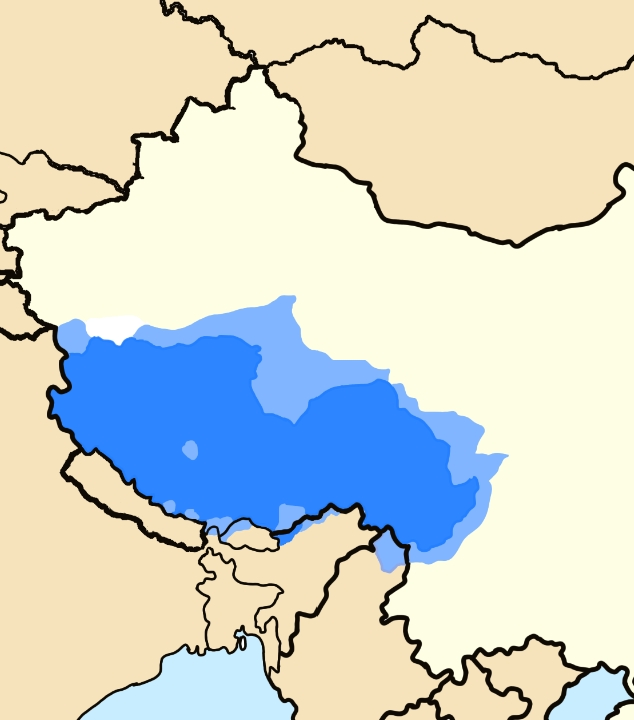
Mundo de habla tibetana

Dentro de la clasificación en tres ramas de las lenguas tibéticas, es la forma estandarizada del tibetano central. Las otras dos ramas son, por una parte, el tibetano Khams, que es más cercano al de Lhasa ya que ambos son tonales y perdieron los clúster consonánticos iniciales por lo que disfrutan de cierta inteligibilidad mutua, y el tibetano Amdo, que es más conservador respecto a las características del tibetano clásico.

## Introducción
El tibetano en su forma testimoniada más antigua, el tibetano clásico o tibetano escrito, está testimoniado desde el siglo VII. Las palabras del tibetano acostumbran a ser monosilábicas, siendo esta una de las pocas similitudes tipológicas que tiene con las lenguas chinas. El tibetano tiene además sufijos flexivos que normalmente denotan si una palabra es de género masculino, femenino, de número plural, o sus morfemas verbales, etc. Además el tibetano admite complicados inicios de sílaba, tiene un orden básico SOV (sujeto-objeto-verbo) y es una lengua aglutinante, todos estos rasgos lo alejan tipológicamente del chino.
Algunas expresiones en tibetano son: Tashi Delek, que significa 'Buena suerte' y es la forma en que se saludan los tibetanos; Tuk-je-che que significa 'gracias'; Gong dhaa 'perdón' (en sentido de excusarse); Kiki Soso La gyal lo 'que tenga buena suerte y llegue a las alturas; Jule, se utiliza para 'hola', 'adiós' y 'gracias'. Una peculiaridad gramatical de la lengua tibetana es el orden de las frases: colocan el verbo siempre al final. Otra cosa a destacar es la diferencia entre el lenguaje hablado y la forma en la que se escribe; para dar un ejemplo muy claro, tashi delek se escribe <bkra shis bde legs>. Además, existe una gran cantidad de dialectos del tibetano.

### Historia
Los primeros registos escritos se remontan al siglo VII d.C., cuando el rey Songtsen Gampo impulsó la creación de un sistema de escritura para traducir textos budistas. El tibetano antiguo (siglos VII-IX) se consolidó con la adopción de un alfabeto derivado del gupta de la India, sentando las bases del tibetano clásico, utilizado desde el siglo X hasta el XIX en textos religiosos, filosóficos y literarios. Este último, influenciado por el sánscrito, se mantuvo casi invariado debido al conservadurismo de los monasterios budistas. El *tibetano moderno*, en cambio, ha evolucionado con variantes dialectales (como el ü-tsang, kham y amdo) y enfrenta desafíos por la influencia del chino mandarín. La lengua conserva su vitalidad en el exilio tibetano y en regiones autónomas de China.

## Los alfabetos
El alfabeto tibetano es silábico y, como el brahmi, tiene la vocal a inherente a cada sílaba por lo que, al añadir unas tildes a las sílabas, se consigue que la vocal sea otra distinta a la a. En la escritura, no se dejan espacios entre palabras: simplemente se colocan unas comas (‘) al final de cada sílaba.
Existen dos tipos básicos de escritura: la llamada u-me y la más común, u-chen, escritura cabezal, utilizada en documentos, en periódicos, electrónicamente, libros... 
Además de no separar las palabras y terminar cada sílaba por un apóstrofo ('), las frases terminan con una barra vertical (|). Se lee de izquierda a derecha y al escribir, las líneas continúan abajo, como en occidente; aunque también se puede escribir de izquierda a derecha pero empezando por abajo de la página. En tibetano se alinean las palabras por arriba, no por abajo, como en el alfabeto latino.
Cuando se nombran palabras, muchas veces se especifica de dos maneras: la pronunciación y la transliteración. En el ejemplo del Tashi Delek que hemos visto arriba, "tashi delek" es la pronunciación, mientras que la transliteración (o transliteración Wylie) pasa al alfabeto latino la forma exacta en que los tibetanos escriben las palabras, es decir, "bkra shis bde legs".

### Consonantes
| ཀ κα [ká]     | ཁ χα [kʰá/ʰká]     | ག γα [ɡà/kʰà]    | ང γχα [ŋà]    |
| ཅ τσια [tɕá]  | ཆ τσηα [tɕʰá/ʰtɕá] | ཇ τζα [dʑà/tɕʰà] | ཉ νια [ɲà]    |
| ཏ τα [tá]     | ཐ θα [tʰá/ʰtá]     | ད δα [dà/tʰà]    | ན να [nà]     |
| པ πα [pá]     | ཕ φα [pʰá/ʰpá]     | བ βα [bà/pʰà]    | མ μα [mà]     |
| ཙ τσα [tsá]   | ཚ τξψα [tsʰá/ʰtsá] | ཛ τζα [dzà/tsʰà] | ཝ ουα [wà]    |
| ཞ ζια [ʑà/ɕà] | ཟ ζα [zà/sà]       | འ 'α [ɦà/ʔà]     | ཡ ια [jà]     |
| ར ρα [rà]     | ལ λα [là]          | ཤ σια [ɕá/ˀɕá]   | ས σα [sá/ˀsá] |
| ཧ ξψα [há]    | ཨ α [ʔá]           |                  |               |